# 堤定次郎

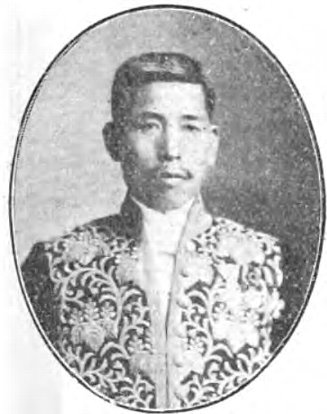
堤定次郎

堤 定次郎（つつみ ていじろう、1868年12月14日（明治元年11月1日） - 1935年（昭和10年）8月18日）は、日本の裁判官、検察官、内務官僚、実業家。官選岩手県知事。位階および勲等は従四位・勲四等。

## 経歴
常陸国、後の茨城県真壁郡上野村（現筑西市）出身。堤恵次郎の長男として生まれる。1892年、帝国大学法科大学を卒業し、司法官試補となる。
以後、東京区裁判所判事、東京地方裁判所検事、横浜地方裁判所検事、東京控訴院検事、宮城控訴院検事、函館地方裁判所検事正、熊本県事務官・警察部長、香川県事務官・内務部長などを歴任。
1913年3月、岩手県知事に就任。1914年6月、知事を休職となる。その後、実業界に転じ、安田保善社理事、五十銀行頭取などを務めた。墓所は多磨霊園。

## 著作
- 『日本手形法要論』明法堂・大倉書店 共同刊行、1893年。
- 『日本商事会社法要論』明法堂・有斐閣・大倉書店 共同刊行、1893年。
- 『会社法要論:巻首問題入』興学会、1894年。

## ギャラリー

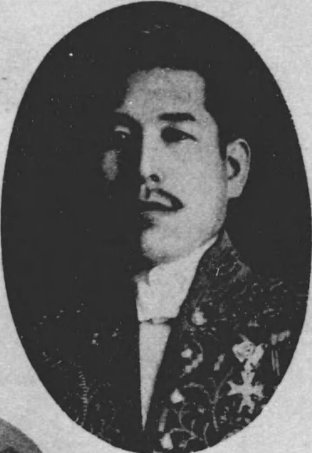
堤定次郎